# Gura Cornei
Gura Cornei (en húngaro: Szarvaspataktorka) es una localidad componente de la ciudad de Abrud, en el transilvano distrito de Alba de Rumania.

## Historia
En la localidad se halló una necrópolis tumular de época romana. La localidad pertenecía a Roșia Montană hasta 1956 cuando fue transferida a Abrud.

## Demografía
En 1966, 248 de sus 249 habitantes eran rumanos y 1 húngaro. En 1977, 263 de sus 264 habitantes eran rumanos y 1 alemán. En 1992 tenía 291 habitantes rumanos y en 2002 tenía 265 rumanos y 1 húngaro